# پنتوباربیتال
پنتوباربیتال (به انگلیسی: Pentobarbital) یا پنتوباربیتون (به انگلیسی: pentobarbitone) یک باربیتورات کوتاه‌اثر است. پنتوباربیتال می‌تواند به عنوان اسید آزاد و به عنوان نمک‌های عناصری مانند سدیم و کلسیم تهیه شود. اسید آزاد آن فقط کمی در آب و اتانول حل می‌شود.
نام تجاری این دارو نمبوتال (به انگلیسی: Nembutal) است، که توسط John S. Lundy، از سال ۱۹۳۰ شروع به استفاده از آن شده است که فرمول ساختاری آن از سدیم (N) + اتیل (e) + متیل (m) + بوتیل (but) + آل (al) (پسوند معمول برای باربیتورات‌ها) تشکیل شده است. Nembutal علامت تجاری است که توسط شرکت دارویی دانمارکی Lundbeck (لوندبک) (اکنون توسط Akorn) تولید می‌شود و تنها پنتوباربیتال است که برای فروش در ایالات متحده تایید شده است.
پنتوباربیتال در دوزهای بالا باعث مرگ ناشی از توقف تنفس می‌شود. در ایالات متحده، این دارو برای جنایتکاران محکوم به اعدام استفاده می‌شود. Lundbeck (لوندبک) (یکی از تولیدکنندگان) اجازه فروش آن را به زندان‌ها برای اجرای مجازات اعدام نمی‌دهد. این دارو بیشترین استفاده را در خودکشی با کمک پزشک در اروپا دارد.

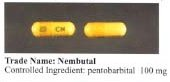